# Джон Гей
Джон Гей (англ. John Gay, 30 червня 1685, Барнстейпл, графство Девон — 4 грудня 1732, Лондон) — англійський поет і драматург («Опера жебраків» на музику Джона Пепуша), автор байок, пісень, пасторалей і комедій.

## Ранні роки
Гей народився у Барнстейплі, графстві Девон, і навчався у місцевій школі грамоти. Закінчивши школу, був учнем торговця шовку в Лондоні, але незабаром повернувся у Барнстейпл, де його навчав дядько, преподобний Джон Ганмер. Потім повернувся до Лондона.